# ドゥミトル・ダマチャヌ
ドゥミトル・ダマチャヌ（ルーマニア語: Dumitru Dămăceanu；1896年 - 1978年）は、ルーマニアの軍人。准将。
第一次世界大戦に従軍。両大戦間、ルーマニア軍で各職を歴任した。
1941年～1942年、第10騎兵連隊長。1942年、ブカレスト守備隊参謀長に任命。王党派であり、国王ミハイ1世を支持し、反イオン・アントネスク派であった。
1944年6月14日、共産党代表が参加する秘密会議に出席し、蜂起計画を立案し、その準備軍事委員会の委員となった。アントネスク体制打倒後、内務省秘書官、後に首相官房長となった。1944年9月12日、ルーマニア・ソ連・イギリス・アメリカの和平協定署名に出席。
1945年～1946年、地上軍司令部秘書官。